# Battaglia di Les Formigues
La battaglia navale di Les Formigues fu uno scontro navale, nell'ambito della crociata aragonese, che ebbe luogo, probabilmente la mattina del 4 settembre 1285, vicino alle isole Formigues, circa 85 km a nord-est di Barcellona (Catalogna), quando una flotta di galere catalane e siciliane comandata da Ruggiero di Lauria sconfisse una flotta di galere francesi e genovesi comandata da Guglielmo di Lodeva, Arrigo De Mari e John de Orrea.

## Storia

### Svolgimento della battaglia
Ci sono tre resoconti completamente diversi di questa battaglia: quello di Ramon Muntaner, quello di Bernard Desclot e le Gesta Comitum Barchinonensium. Le Gesta collocano la battaglia a Les Formigues (o Formigas), mentre Muntaner favoriva una posizione al largo di Roses (Rosas) a nord. Sia Lauria che i francesi erano a riva per la notte e si scontrarono con gli altri, o essi erano entrambi in mare quando ebbe luogo lo scontro.
I resoconti concordano sul fatto che lo scontro avvenne di notte, il che era inconsueto per le battaglie navali medievali, ma andava bene a Lauria, che era specializzato nei combattimenti notturni. Egli mise due lanterne su ogni galera per far credere superiore il numero delle sue forze. Fuggirono da dieci a sedici galere genovesi, sotto il comando di John de Orrea, lasciando che quindici o venti galere francesi circa fossero catturate, affondate o bruciate.

### I prigionieri
Il trovatore Johan Esteve de Bezers dava la colpa ad un tradimento per la cattura dell'ammiraglio francese Guglielmo di Lodeva. Si dice che trecento prigionieri francesi siano stati rimandati in Francia; tutti erano stati accecati tranne uno, a cui era stato lasciato un occhio per guidare gli altri. I prigionieri portavano un messaggio di Ruggiero di Lauria al re di Francia Filippo III: "Neppure un pesce avrebbe potuto navigare in sicurezza nel mar Mediterraneo senza portare un permesso del re d'Aragona".